# 杉野服饰大学短期大学部
杉野服饰大学短期大学部（日语：／ Sugino Fukushoku Daigaku Tanki Daigakubu *），简称杉短（すぎたん），是一所位于日本东京都品川区的私立短期大学。

## 概要

### 简介
- 学校最早可以追溯到1926年[1]。短期大学为于1926年开办[1]、由学校法人杉野学园经营。开始招収男学生从2002年[1]。

### 历史
- 1950年 杉野学园女子短期大学成立并同时设置服装科[1]。
- 1955年 专科服装专攻成立[2]。
- 1962年 生活艺术科成立[1]。
- 1964年 今年5月1日改校名为杉野学园女子大学短期大学部[3]。
- 1965年 改校名为杉野女子大学短期大学部[3]。
- 2001年 生活艺术科招生最后[3]。
- 2002年 改校名为杉野服饰大学短期大学部、开始招収男学生。服装科变更为服装学科[1]。
- 2003年 今年3月31日[3]生活艺术科停办[1]。

### 宪章
- 请参看杉野服饰大学短期大学部的标志 （页面存档备份，存于） （日語） 2014年1月1日阅览。

## 学校环境
- 校区：在东京都品川区

## 历任校长
- 中村贤二郎：现在短期大学校长[4]

## 组织

### 学科
- 服装学科

### 前学科
- 生活艺术科[注 1]

### 专科
| - 服装科已停办 |

### 业余课程
| - 没有 |

## 知名校友
- 夏树阳子：女演员
- 松尾羽纯：女演员。

## 相关链接
- 日本短期大学列表
- 杉野服飾大学